# Gyiophis maculosa
Gyiophis maculosa är en ormart som beskrevs av Blanford 1881. Gyiophis maculosa ingår i släktet Gyiophis och familjen Homalopsidae. Inga underarter finns listade i Catalogue of Life.
Denna orm förekommer från Myanmar till Indonesien. Kanske tillhör individer från sydöstra Kina denna art. Enligt IUCN är endast populationen vid mynningen av floden Irrawaddy i Myanmar bekräftad. Där hittades fram till 2009 endast två exemplar. IUCN kategoriserar arten globalt som otillräckligt studerad.